# Шелех, Николай Родионович
Николай Родионович Шелех (1913, с. Капустинцы, Полтавская губерния — после 1956) — украинский советский партийный деятель, дипломат, журналист, 
2-й секретарь Дрогобычского областного комитета КП Украины. Депутат Верховного Совета Украинской ССР 2-го созыва. Делегат XX съезда КПСС. Кандидат исторических наук (1952).

## Биография
Из бедных крестьян. В комсомоле с 1928 года. В 1929 году окончил семилетнюю школу. Учился в зоотехникуме, где возглавлял комсомольскую организацию.
После окончания техникума — на преподавательской работе на рабфаке в Миргороде.
В 1932—1935 годах — на журналистской работе: был заведующим отделом, секретарём редакции районной газеты, редактором газеты машинно-тракторной станции на Полтавщине.
В 1938 году окончил институт журналистики в Ленинграде.
В 1938—1941 годах — ответственный секретарь, заместитель редактора Полтавской областной газеты «Большевик Полтавщины».
Член ВКП(б) с 1939 года. В 1941—1942 годах — на ответственной работе в аппарате Ворошиловградского областного комитета КП(б) Украины.
В 1942—1943 годах — 1-й секретарь Курсавского районного комитета ВКП(б) Орджоникидзевского (Ставропольского края) РСФСР.
В марте 1944—1948 годах — ответственный редактор Винницкой областной газеты «Винницкая правда». В марте 1948 — июле 1955 года — секретарь Дрогобычского областного комитета КПУ по вопросам пропаганды.
Окончил заочно Высшую партийную школу при ЦК ВКП(б).
В феврале 1952 г. защитил кандидатскую диссертацию на тему «Борьба трудящихся крестьян Дрогобычской области под руководством большевистской партии за коллективизацию сельского хозяйства».
В июле 1955 — октябре 1956 года — 2-й секретарь Дрогобычского областного комитета КПУ.
Затем, на дипломатической работе: был временным поверенным в делах СССР в Венгерской Народной Республике, заместитель заведующего отделом Министерства иностранных дел СССР.

## Награды
- орден Трудового Красного Знамени (23.01.1948)
- медаль «За оборону Кавказа»
- медаль «За доблестный труд в Великой Отечественной войне 1941—1945 гг.»
- медали СССР